# Комарово (Нагорский район)
Комарово — деревня в Нагорском районе Кировской области в составе Метелевского сельского поселения.

## География
Находится на расстоянии примерно 41 километр по прямой на северо-запад от районного центра посёлка Нагорск.

## История
Упоминалась с 1891 года. Первопоселенцы — Хохряковы, выходцы из Юрьянского р-на. Назвали свое поселение Фёдоровкой по имени речки Фёдоровка, на берегу которой обосновались. Позднее деревня была переименована в Комарово. В 1905 году было учтено дворов 10 и жителей 76, в 1926 — 20 и 116, в 1950 — 32 и 149. В 1989 году учтено 59 жителей. В советское время работали колхозы «7 ноября», «Социализм», в 1992 году образовалось Фёдоровское подсобное хозяйство.

## Население
Постоянное население составляло 42 человека (русские 91 %) в 2002 году, 38 — в 2010.